# Stomozoa
Stomozoa is een geslacht uit de familie Stomozoidae en de orde Aplousobranchia uit de klasse der zakpijpen (Ascidiacea).

## Soorten
- Stomozoa australiensis Kott, 1990
- Stomozoa bellissima Kott, 1990
- Stomozoa gigantea (Van Name, 1921)
- Stomozoa roseola (Millar, 1955)

Niet geaccepteerde soort:
- Stomozoa murrayi Kott, 1957 → Stomozoa roseola (Millar, 1955)